# Die Simpsons/Staffel 12
Die zwölfte Staffel der US-amerikanischen Zeichentrickserie Die Simpsons wurde vom 1. November 2000 bis zum 20. Mai 2001 auf dem US-amerikanischen Sender Fox gesendet. Die deutschsprachige Free-TV-Erstausstrahlung sendete der Sender ProSieben vom 24. September 2001 bis zum 18. Februar 2002.
Die Staffel wurde am 18. August 2009 in den Vereinigten Staaten und am 1. Oktober 2009 in Deutschland auf DVD veröffentlicht.

## Episoden
| Nr. (ges.) | Nr. (St.) | Deutscher Titel                      | Originaltitel                  | Erstausstrahlung (USA) | Deutschsprachige Erstausstrahlung (D) | Regie             | Drehbuch                                                    | Prodc. |
| --- | --------- | ------------------------------------ | ------------------------------ | ---------------------- | ------------------------------------- | ----------------- | ----------------------------------------------------------- | ------ |
| 249 | 1         | D-D-Der G-G-Geister D-D-Dad          | Treehouse of Horror XI         | 1. Nov. 2000           | 29. Okt. 2001                         | Matthew Nastuk    | Rob LaZebnik, Don Payne (mit John Frink), and Carolyn Omine | BABF21 |
| D-D-Der G-G-Geister D-D-Dad – Ein Horoskop sagt Homers Tod voraus. Um in den Himmel zu kommen, muss Homer innerhalb von 24 Stunden eine gute Tat vollbringen. Schreckliche Märchen können wahr werden – Bart und Lisa als Hänsel und Gretel. Die Nacht des Delphins – Delphine machen sich die Erde untertan. |           |                                      |                                |                        |                                       |                   |                                                             |        |
| 250 | 2         | Die Geschichte der zwei Springfields | A Tale of Two Springfields     | 5. Nov. 2000           | 24. Sep. 2001                         | Shaun Cashman     | John Swartzwelder                                           | BABF20 |
| Weil er sich eine neue Telefonvorwahl nicht merken kann, teilt Homer Springfield mit einer riesigen Mauer aus Abfällen und wird Bürgermeister seiner Hälfte. Aber ein Konzert der britischen Rockband The Who bringt die Einwohner wieder zusammen. |           |                                      |                                |                        |                                       |                   |                                                             |        |
| 251 | 3         | O mein Clown Papa                    | Insane Clown Poppy             | 12. Nov. 2000          | 1. Okt. 2001                          | Bob Anderson      | John Frink & Don Payne                                      | BABF17 |
| Nachdem Homer sein Geschick im Haushalt durch den gezielten Einsatz diverser Sprengkörper bewiesen hat, geht die Familie auf die Springfielder Buchmesse. Auch Krusty stellt ein Buch vor und begegnet zum ersten Mal seiner unehelichen Tochter Sophie. |           |                                      |                                |                        |                                       |                   |                                                             |        |
| 252 | 4         | Lisa als Baumliebhaberin             | Lisa the Tree Hugger           | 19. Nov. 2000          | 8. Okt. 2001                          | Steven Dean Moore | Matt Selman                                                 | CABF01 |
| Lisa verliebt sich in einen Umweltaktivisten und tritt seiner Organisation bei. Sie erklärt sich bereit, auf einem uralten Baum zu kampieren, um ihn vor der Abholzung zu retten. Während sie sich kurz zuhause aufhält, wird der Baum von einem Blitz getroffen und Lisa irrtümlich für tot gehalten. Es soll nun in ihrem Namen ein Naturschutzgebiet errichtet werden. |           |                                      |                                |                        |                                       |                   |                                                             |        |
| 253 | 5         | Homer und das Geschenk der Würde     | Homer vs. Dignity              | 26. Nov. 2000          | 15. Okt. 2001                         | Neil Affleck      | Rob LaZebnik                                                | CABF04 |
| Nachdem sie in einem Restaurant nur durch Gesang ihre Rechnung bezahlen können, stellen die Simpsons fest, dass sie dringend mehr Geld benötigen. Deshalb übernimmt Homer einen zweifelhaften Job von Mr. Burns: Er spielt anderen Leute Streiche, während Smithers in seinem Urlaub ein Malibu-Stacey-Musical aufführt. |           |                                      |                                |                        |                                       |                   |                                                             |        |
| 254 | 6         | Mr. X und der Website-Schund         | The Computer Wore Menace Shoes | 3. Dez. 2000           | 5. Nov. 2001                          | Mark Kirkland     | John Swartzwelder                                           | CABF02 |
| Homer baut sich seine eigene Webseite und um gelesen zu werden, enthüllt er unter dem Namen „Mr. X“ brisante Geheimnisse. Nachdem er den Pulitzer-Preis für seine Enthüllungen gewonnen hat, muss er jedoch Geheimnisse erfinden um weiterzumachen. Er liegt dabei einmal so richtig, dass er auf eine mysteriöse Insel entführt wird. |           |                                      |                                |                        |                                       |                   |                                                             |        |
| 255 | 7         | Das große Geldabzocken               | The Great Money Caper          | 10. Dez. 2000          | 12. Nov. 2001                         | Michael Polcino   | Carolyn Omine                                               | CABF03 |
| Homer und Bart versuchen mit allen möglichen Betrügereien an das Geld anderer Leute zu kommen. Sie sind sehr erfolgreich – bis jemand die beiden betrügt und Homer den Wagen klaut. Um Marge nichts zu verraten, erfindet Homer einen Überfall mit einem Ausländer. Kurz darauf wird Hausmeister Willie deswegen verhaftet und angeklagt. |           |                                      |                                |                        |                                       |                   |                                                             |        |
| 256 | 8         | Rektor Skinners Gespür für Schnee    | Skinner’s Sense of Snow        | 17. Dez. 2000          | 17. Dez. 2001                         | Lance Kramer      | Tim Long                                                    | CABF06 |
| Trotz heftigen Schneefalls hat die Grundschule Springfield am Tag vor Weihnachten geöffnet, weshalb die Schüler und Rektor Skinner schließlich, vom Schnee eingeschlossen, in der Schule bleiben müssen. Während Homer von außen zu helfen versucht, beschließt Skinner in der Schule, seine militärischen Erfahrungen zu nutzen, um „seine Truppe“ zu disziplinieren. |           |                                      |                                |                        |                                       |                   |                                                             |        |
| 257 | 9         | Der berüchtigte Kleinhirn-Malstift   | HOMЯ                           | 7. Jan. 2001           | 22. Okt. 2001                         | Mike B. Anderson  | Al Jean                                                     | BABF22 |
| Bei einer Röntgenuntersuchung wird entdeckt, dass Homers außergewöhnliche Dummheit von einem Wachsmalstift herrührt, der in seinem Gehirn steckt. Als dieser entfernt wird, verwandelt sich Homer in einen ausgesprochen intelligenten Burschen und bemerkt, welche Nachteile das haben kann. Nur mit Lisa versteht er sich plötzlich viel besser. Homer will anschließend wieder so werden wie früher. Er lässt sich dazu von Moe Malstifte durch die Nase ins Gehirn hämmern. |           |                                      |                                |                        |                                       |                   |                                                             |        |
| 258 | 10        | Jack und der Rückgratzylinder        | Pokey Mom                      | 14. Jan. 2001          | 26. Nov. 2001                         | Bob Anderson      | Tom Martin                                                  | CABF05 |
| Marge nimmt sich eines Gefängnisinsassen an, der offensichtlich großes Talent besitzt. Er verwendet sein Talent nicht nur auf seine Malerei, sondern auch für seine Lügen. Marge sorgt dafür, dass Jack auf Bewährung entlassen wird. Schließlich soll Jack eine Schulwand bemalen, wobei es zu Meinungsverschiedenheiten zwischen ihm und Rektor Skinners kommt. Nachdem Jack sein Gemälde und Skinners Auto anzündet, kommt er zurück ins Gefängnis. Homer legt sich währenddessen mit sämtlichen Chiropraktikern von Springfield an. Er hat eine Heilmethode entwickelt, wobei der Patient mit dem Rücken über eine Mülltonne stürzen muss. |           |                                      |                                |                        |                                       |                   |                                                             |        |
| 259 | 11        | Die schlechteste Episode überhaupt   | Worst Episode Ever             | 4. Feb. 2001           | 3. Dez. 2001                          | Matthew Nastuk    | Larry Doyle                                                 | CABF08 |
| Bei einer Autogrammstunde erleidet Jeff Albertson (Comicbuch-Verkäufer) einen Herzinfarkt, weshalb Bart und Milhouse einspringen, um seinen Laden weiterzuführen. Milhouse verspekuliert sich und es kommt zu einem Kampf zwischen Bart und ihm. Dabei entdecken sie eine riesige Sammlung von Schwarzkopien, die die beiden sodann öffentlich vorführen. |           |                                      |                                |                        |                                       |                   |                                                             |        |
| 260 | 12        | Tennis mit Venus                     | Tennis the Menace              | 11. Feb. 2001          | 10. Dez. 2001                         | Jen Kamerman      | Ian Maxtone-Graham                                          | CABF07 |
| Homer baut einen Tennisplatz im Garten der Simpsons auf, was ihr soziales Leben gewaltig verbessert, aber auch einen tiefen Riss in die Familie bringt, der nur durch einen Haufen hochbezahlter Tennisprofis wieder gekittet werden kann. |           |                                      |                                |                        |                                       |                   |                                                             |        |
| 261 | 13        | Hallo, du kleiner Hypnose-Mörder     | Day of the Jackanapes          | 18. Feb. 2001          | 19. Nov. 2001                         | Michael Marcantel | Al Jean                                                     | CABF10 |
| Wieder einmal kommt Tingeltangel-Bob mit relativ einfachen Mitteln frei und entwickelt dafür einem umso komplizierteren Plan, Bart und Krusty zu töten. |           |                                      |                                |                        |                                       |                   |                                                             |        |
| 262 | 14        | Die sensationelle Pop-Gruppe         | New Kids on the Blecch         | 25. Feb. 2001          | 18. Feb. 2002                         | Steven Dean Moore | Tim Long                                                    | CABF12 |
| Bart, Nelson, Milhouse und Ralph werden durch L.T. Smash für die Boyband Party Posse angeworben. In den Musik-Videos entdeckt Lisa unter anderem Schleichwerbungen für die Marine. Als die Regierung das Projekt einstellt, dreht L.T. Smash durch und verübt mit einem Flugzeugträger einen Anschlag auf das New Yorker Redaktionsgebäude der Satire-Zeitschrift Mad. |           |                                      |                                |                        |                                       |                   |                                                             |        |
| 263 | 15        | Der hungrige, hungrige Homer         | Hungry, Hungry Homer           | 4. März 2001           | 7. Jan. 2002                          | Nancy Kruse       | John Swartzwelder                                           | CABF09 |
| Als Homer erfährt, dass Duff Bier, die Besitzer der Springfield Isotopes, gegen ihre offiziellen Meldungen planen, die Mannschaft nach Albuquerque zu verlegen, beschließt er gegen dieses Unrecht vorzugehen. Weil keiner Homer glauben will, tritt er in den Hungerstreik. Als sich herausstellt, dass Homer recht hatte, wird der Verkauf der Baseballmannschaft rechtzeitig verhindert. |           |                                      |                                |                        |                                       |                   |                                                             |        |
| 264 | 16        | Lisa knackt den Rowdy-Code           | Bye Bye Nerdie                 | 11. März 2001          | 14. Jan. 2002                         | Lauren MacMullan  | John Frink & Don Payne                                      | CABF11 |
| Eine neue, gewalttätige Mitschülerin namens Francine hat es besonders auf Lisa abgesehen. Deshalb macht sich Lisa daran, herauszufinden, was einen Rowdy antreibt. Sie findet anschließend heraus, dass der Schweiß eines Strebers in einem Rowdy Aggressionen auslösen kann. |           |                                      |                                |                        |                                       |                   |                                                             |        |
| 265 | 17        | Die Sippe auf Safari                 | Simpson Safari                 | 1. Apr. 2001           | 21. Jan. 2002                         | Mark Kirkland     | John Swartzwelder                                           | CABF13 |
| Die Familie gewinnt eine Reise nach Afrika. Dort treffen sie durch Zufall auf eine vermeintliche Schimpansenforscherin, die sich jedoch weniger für die Schimpansen selbst interessiert, sondern diese für ihre Diamantenmine ausnutzt. |           |                                      |                                |                        |                                       |                   |                                                             |        |
| 266 | 18        | Trilogie derselben Geschichte        | Trilogy of Error               | 29. Apr. 2001          | 28. Jan. 2002                         | Mike B. Anderson  | Matt Selman                                                 | CABF14 |
| Drei gleichzeitig stattfindende Handlungen: Homers Tag – Marge trennt aus Versehen Homers Daumen ab. Lisas Tag – Lisa verpasst an einem wichtigen Tag den Schulbus. Barts Tag – Bart und Milhouse finden illegale Feuerwerkskörper. |           |                                      |                                |                        |                                       |                   |                                                             |        |
| 267 | 19        | Wunder gibt es immer wieder          | I’m Goin’ to Praiseland        | 6. Mai 2001            | 4. Feb. 2002                          | Chuck Sheetz      | Julie Thacker                                               | CABF15 |
| Nach einem Wiedersehen mit Rachel Jordan versucht Ned, den Traum seiner verstorbenen Frau Maude zu verwirklichen: einen christlichen Vergnügungspark namens Praiseland. Zur Hauptattraktion des Parks wird eine überlebensgroße Statue der Verstorbenen, wobei jeder der sich davor stellt, in Trance fällt. Zunächst glaubt man an ein Wunder, doch es stellt sich heraus, dass ein Leck in einer Gasleitung die Besucher in diesen Zustand versetzt. |           |                                      |                                |                        |                                       |                   |                                                             |        |
| 268 | 20        | Der Schwindler und seine Kinder      | Children of a Lesser Clod      | 13. Mai 2001           | 11. Feb. 2002                         | Michael Polcino   | Al Jean                                                     | CABF16 |
| Weil sich Homer sein Knie verletzt hat und zuhause bleiben muss, kommt er auf die Idee, eine Kindertagesstätte aufzumachen und hat bald einen gigantischen Zulauf. Das einzige Problem ist, dass Bart und Lisa sich vernachlässigt fühlen und beschließen, den anderen Kindern den wahren Homer zu zeigen. |           |                                      |                                |                        |                                       |                   |                                                             |        |
| 269 | 21        | Drei unglaubliche Geschichten        | Simpsons Tall Tales            | 20. Mai 2001           | 18. Feb. 2002                         | Bob Anderson      | John Frink (mit Don Payne), Bob Bendetson & Matt Selman     | CABF17 |
| Ein Landstreicher erzählt den Simpsons drei Geschichten: Homer als Paul Bunyan. Lisa als Conny Apfelsaat. Bart als Tom Sawyer. |           |                                      |                                |                        |                                       |                   |                                                             |        |